# Teresa Jiménez-Becerril Barrio
Teresa Jiménez-Becerril Barrio (Sevilla, 24 de juliol de 1961) és una periodista i política andalusa, diputada al Parlament Europeu pel Partit Popular germana d'Alberto Jiménez-Becerril Barrio, assassinat per ETA el 1998.
El 1984 es llicencià en periodisme a la Universitat Complutense de Madrid i poc després començà a col·laborar als diaris ABC, El Mundo i La Razón. També ha estat representant de la firma Prada a Londres. A la mort del seu germà a mans d'ETA el 1998 va implicar-se en la Fundació Alberto Jiménez-Becerril contra el Terrorisme i la Violència, de la que n'assumí la presidència el 2002.
No va intervenir en política activament fins que fou escollida diputada pel Partit Popular a les eleccions al Parlament Europeu de 2009. Dins el Parlament Europeu és membre de la Comissió de Llibertats Civils, Justícia i Afers interns, de la Comissió de drets de la Dona i igualtat i de la Subcomissió de Drets Humans, i de la Delegacions per a les relacions amb Japó i Mèxic.